# August Prosenik
August Prosenik (28 de abril de 1916 — 22 de julho de 1975) foi um ciclista iugoslavo.
Seu maior sucesso foi o 12º na prova individual do ciclismo de estrada nos Jogos Olímpicos de Verão de 1936, bem como a participação por equipes, em que a sua equipe não foi capaz de terminar entre as cinco melhores.